# Gustavo Cumin
Gustavo Cumin (Trieste, 1896 – Catania, 1956) è stato un geografo italiano.

## Biografia
Studiò prevalentemente la geografia economica e fisica. In particolare, fu autore di numerosi studi sulle zone carsiche della Venezia Giulia e sulle zone vulcaniche del Lazio. Fu professore di geografia economica all'università di Catania e direttore dell'Osservatorio etneo.

## Opere
Fra le sue pubblicazioni spiccano: 
- La conca di Albano Laziale (1917)
- Guida della Carsia Giulia (1929)
- Introduzione alla geografia (1943)
- La Sicilia (1944)
- L'eruzione etnea del dicembre 1949 (1950)
- Grotte e caverne nei terreni vulcanici con particolare riferimento all'Etna (1954)